# 磨沟遗址及墓群
磨沟遗址及墓群，位于中国甘肃省临潭县，2013年3月5日公布为第七批全国重点文物保护单位，类型为古遗址。
磨沟遗址及墓群的历史年代为新石器时代至商。